# Prosselsheim
Prosselsheim é um município da Alemanha, situado no distrito de Würzburgo, no estado da Baviera. Tem 20,03 km² de área, e sua população em 2019 foi estimada em 1.177 habitantes.